# Kabuki Wuki
Kabuki Wuki — концертний альбом американського блюзового музиканта Джона Лі Гукера, випущений у 1973 році лейблом BluesWay.

## Опис
Це альбом був записаний під час концерту в Кабукі-театрі в Сан-Франциско 14 серпня 1971 року; запис здійснювала компанія Wally Heider Recording. Тут Гукер грає зі своїм звичним гуртом, однак, здається, що він намагається привабити молоду, здебільшого білу аудиторію.

## Список композицій
1. «Your Love (Just a Little Bit)» (Джон Лі Гукер) — 5:30
2. «Hold It» (Джон Лі Гукер) — 0:46
3. «Look at the Rain» (Джон Лі Гукер) — 8:33
4. «My Best Friend» (Джон Лі Гукер) — 5:15
5. «Hit the Floor» (Джон Лі Гукер) — 5:48
6. «A Little Bit Higher» (Джон Лі Гукер) — 5:27
7. «I Wonder Why» (Джон Лі Гукер) — 4:50
8. «If You Got a Dollar» (Джон Лі Гукер) — 4:50

## Учасники запису
- Джон Лі Гукер — вокал, гітара
- Роберт Гукер — орган
- Лютер Такер, Бенні Роу, Пол Вуд — гітара
- Л. К. Робінсон — сталева гітара (1)
- Джино Скеггс — бас-гітара (Fender)
- Кліфф Каултер — клавішні
- Кен Свонк — ударні

Технічний персонал
- Ед Мішель — продюсер
- Філ Мелнік — фотографія
- Рубі Мазур — дизайн альбому
- Джоел Селвін — текст